# 格拉茨附近哈特
格拉茨附近哈特是奥地利施蒂利亚州格拉茨城郊县的一个市镇。总面积10.99平方公里，总人口4376人，人口密度398.2人/平方公里（2001年）。